# 1964年巴西政變
1964年巴西政变（葡萄牙語：或）是1964年3月31日至4月1日发生在巴西的一場軍事政變。巴西武装部队在美国政府支持下，成功推翻了巴西工黨籍的若昂·古拉特总统的統治。事後巴西国会亦支持該場政变，并宣布若昂·古拉特不再擔任總統
。

## 簡介
1961年9月7日，古拉特就任巴西总统后，對炼油厂和外资公用事业国有化，與蘇聯和中华人民共和国互動頻繁，反對美国对古巴实行制裁。由於古拉特的執政風格偏左，因而遭到右翼勢力和右翼军人的反对。巴西軍方懷疑古拉特總統會全面倒向共產主義，決定發動軍事政變推翻古拉特總統統治。
1964年3月25日，约1400名支持巴西总统若奥·古拉特的海员和海军陆战队士兵占领了海员工会大楼，抗议军方逮捕海员工会主席。3月30日，古拉特在里约热内卢发表谴责右翼军人的演说。3月31日深夜，驻米纳斯吉拉斯州的部分軍隊與驻圣保罗州第二军和伯南布哥州第四军進攻忠于總統古拉特的部队，並控制了里約熱內盧和聖保羅。4月1日，古拉特从里约热内卢飞往巴西利亚，不久又前往南里奥格兰德州，最終古拉特逃往乌拉圭。
陆军总参谋长卡斯特洛·布兰科經過此次政變上台後，立即下令抓捕左派和共产党员，結果有数千名共产党人和被怀疑加入共产党的人被逮捕，其中包括9名中华人民共和国新聞工作者；同時布兰科政府選擇与美国親近，並中斷了和古巴的外交关系，追隨美國参与对古巴的制裁。此後巴西進入為期21年的巴西軍政府獨裁時期。

## 更多阅读
- Alfred C. Stepan. 1971. The Military in Politics: Changing Patterns in Brazil. Princeton University Press.
- Corrêa, M. (2020). Military Resistance to the Brazilian Coup: The Fight of Officers and Soldiers against Authoritarian Rule, 1964–67. The Americas, 77(2), 275-300.